# Mick Jones (Musiker, 1955)

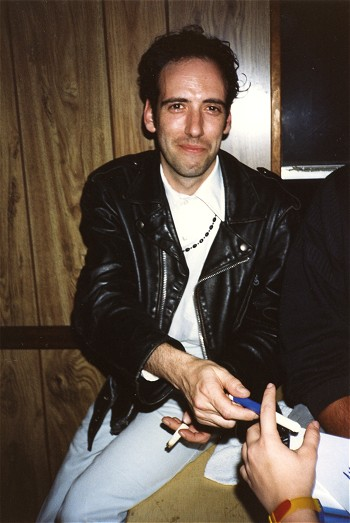
Mick Jones (1987)

Michael Geoffrey „Mick“ Jones (* 26. Juni 1955 in London, England) ist ein britischer Musiker. Bekannt wurde er als Komponist, Gitarrist und gelegentlicher Sänger der Band The Clash.

## Leben und Wirken
Jones galt als Vordenker der erfolglosen Frühpunkband London SS.
Nach seiner Zeit bei The Clash stieg er kurzzeitig bei General Public ein; danach gründete er die Bands Big Audio Dynamite und Big Audio Dynamite II. Mit seiner neuen Band Carbon/Silicon ist er immer noch aktiv. Die Band hat 2007 ihr erstes Album The Last Post veröffentlicht. Zuvor bot sie ihre Musik ausschließlich kostenlos zum Download an. Das erste Stück von Carbon/Silicon hieß MPFREE und setzte sich mit der Frage von Urheberrechten, Musik und Internet auseinander. Carbon/Silicon ermöglicht es ihren Fans, Konzerte auf Video- oder Audiogeräten mitzuschneiden.
Mick Jones erkrankte 1989 an einer Lungenentzündung, die er nur knapp überlebte.
In den letzten Jahren war Jones auch als Musikproduzent tätig; besonders wichtig war er hierbei für die von The Clash und The Kinks beeinflussten The Libertines. Mick Jones produzierte kürzlich die UK-Streetpunk-Band Foreign Legion und ist momentan Produzent der Babyshambles.
Jones spielte zu Clash-Zeiten gewöhnlich eine Gibson Les Paul Junior, später eine Gibson Les Paul.
2015 listete der Rolling Stone Jones gemeinsam mit Joe Strummer auf Rang 57 der 100 größten Songwriter aller Zeiten.